# Szamdong rinpocse

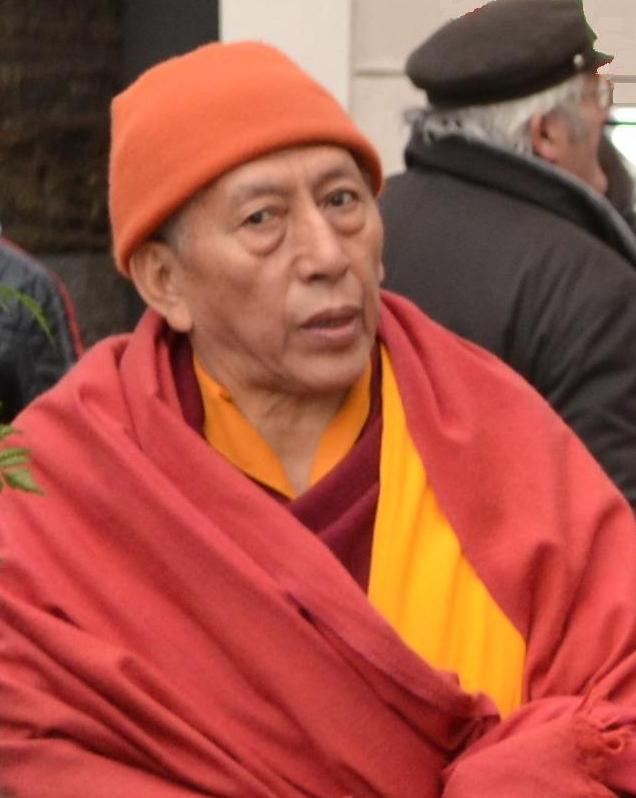
Lobszang Tenzin, a jelenlegi Szamdong rinpocse

A Szamdong rinpocse (tibeti: ཟམ་གདོང་རིན་པོ་ཆེ་) tibeti vallási cím a tibeti buddhista gelug iskolában. A rinpocse (tibeti: རིན་པོ་ཆེ་, Wylie: Rin-po-che) jelentése „becses” vagy „nagy értékű”. A jelenlegi Szamdong rinpocse Lobszang Tenzin, akit a tibeti buddhisták Szamdong rinpocse negyedik reinkarnációjának tartanak. Lobszang Tenzin két alkalommal járt Magyarországon, utoljára 2004-ben.
2008. december 17-én, több hónapos elmélkedés után a 14. dalai láma kijelentette, hogy félig kilátásba helyezte nyugdíjba vonulását. Elmondta, hogy annak a mozgalomnak a sorsa, melynek élén csaknem öt évtizeden keresztül állt, most már a Szamdong rinpocse miniszterelnöksége alatt megválasztott menekült kormány kezében van. A Nobel-békedíjas vezető, aki nem sokkal korábban műtétre szorult, Dharamszalában azt mondta a riportereknek: „Megöregedtem… Jobb lesz, ha teljesen nyugdíjba vonulok, és félreállok a tibeti mozgalom útjából.” 2011. március 10-én lemondott a tibeti emigráns kormány vezetéséről, átadva a miniszterelnöki (kalon tripa) posztot Loszang Szengenek.